# Tucker (Georgia)
Tucker – amerykańskie miasto położone w hrabstwie DeKalb, w stanie Georgia. Według spisu w 2020 roku liczy 37 tys. mieszkańców. Jest częścią obszaru metropolitalnego Atlanty.
Do 2015 roku była to nieposiadająca osobowości prawnej społeczność, która przez referendum stała się miastem. 